# Anastoechus subviridis
Anastoechus subviridis är en tvåvingeart som beskrevs av Greathead 1996. Anastoechus subviridis ingår i släktet Anastoechus och familjen svävflugor.
Artens utbredningsområde är Somalia. Inga underarter finns listade i Catalogue of Life.